# Puerta de Coria
La puerta de Coria es una puerta monumental ubicada en la muralla de la ciudad española de Plasencia, en la provincia de Cáceres. Recibe su nombre por ubicarse en la salida de la fortificación que miraba en dirección a la ciudad de Coria. Se ubica en el lateral occidental de la muralla, estando conectada a la Plaza Mayor por las calles Coria y Rúa Zapatería. Aunque tiene origen medieval como el resto de la muralla, su actual aspecto renacentista data de unas obras de reforma que tuvieron lugar a finales del siglo XVI, cuando se amplió el arco de acceso.

## Historia y descripción
La puerta de Coria, llamada así por mirar en dirección a la ciudad de Coria, daba acceso desde la ciudad a una zona del río Jerte en la cual se concentraban almazaras y tenerías, quedando allí varios monumentos históricos como el puente de San Lázaro, la ermita de San Lázaro o el molino de la Casca. Al interior, la puerta daba acceso al barrio de la iglesia de la Magdalena. La primera judería placentina, ubicada entre las calles Trujillo y Zapatería, también tenía su principal acceso por esta puerta.
Es una puerta arquitectónicamente muy sencilla, pues está formada por un simple arco de medio punto en cuya clave se ubica su única ornamentación: el relieve de una figura humana no identificada que según los historiadores locales podría ser el Arcángel Miguel o la Dama de la Justicia, aunque una leyenda local sin fundamento histórico indica que representa al bufón Calabacillas. Es probable que en su origen tuviera escudos e inscripciones, pero actualmente no los conserva. Históricamente, esta puerta se distinguía de las otras puertas de la ciudad por contar con una sola torre defensiva, ubicada en su lateral meridional; al otro lado de la puerta, la muralla continúa recta hacia el actual Parador Nacional, ya que contaba con una defensa natural al haber un profundo desnivel hacia el río Jerte, lo cual se conocía localmente como la "quebrada de la Mota". La puerta llegó a usarse con fines defensivos hasta el siglo XIX, pues fue tapiada en la primera guerra carlista y no se reabrió hasta 1848.
En los primeros años del siglo XXI, en el contexto de unas obras de rehabilitación en la iglesia de la Magdalena, se derribaron las casas municipales que ocupaban el lugar de la antigua torre defensiva de la puerta de Coria, dando lugar a una peculiar estructura de hierro oxidado que permite el paso peatonal simulando una prolongación de la muralla.